# Baloskion tetraphyllum
Baloskion tetraphyllum är en gräsväxtart som först beskrevs av Jacques-Julien Houtou de La Billardière, och fick sitt nu gällande namn av Barbara Gillian Briggs och Lawrence Alexander Sidney Johnson. Baloskion tetraphyllum ingår i släktet Baloskion och familjen Restionaceae.

## Underarter
Arten delas in i följande underarter:
- B. t. meiostachyum
- B. t. tetraphyllum